# Carmelo Pujia (arcivescovo)
Carmelo Pujia (Filadelfia, 26 ottobre 1852 – Reggio Calabria, 19 agosto 1937) è stato un arcivescovo cattolico italiano.

## Biografia
Nasce a Filadelfia il 26 ottobre 1852, figlio di Vincenzo e Michelina Mazzotta. Lo stesso giorno è battezzato nella parrocchia di santa Barbara, secondogenito della famiglia dopo il teologo e storico Antonio Pujia e fratello maggiore del senatore Francesco Pujia.
Viene ordinato sacerdote il 29 giugno 1875, incardinato nella diocesi di Mileto.
È tra i redattori del settimanale La Calabria Cattolica, fondato il 2 novembre 1882 su iniziativa del vescovo di Oppido, mons. Antonio Maria Curcio.
Dal 1886 al 1898 è arciprete della cattedrale di Oppido Mamertina.
Il 9 gennaio 1898 viene nominato vescovo della diocesi di Anglona-Tursi, e tale consacrato il 16 gennaio dal cardinale Serafino Cretoni.
Nel settembre del 1901 partecipa al Congresso cattolico italiano svoltosi a Taranto.
Il 30 ottobre 1905 è promosso arcivescovo di Santa Severina. Qui affianca all'impegno pastorale la ricerca storica ed archeologica, in collaborazione col fratello Antonio e l'archeologo Paolo Orsi. La cattedrale viene ristrutturata ed abbellita a sue proprie spese.
Con rescritto dell'8 novembre 1905 della S. Congregazione del Concilio viene nominato amministratore apostolico della diocesi di Catanzaro durante la vacanza di quella sede.
Nel 1913 fondò la rivista Siberene. Allo scoppio della prima guerra mondiale è considerato tra i vescovi interventisti.
Il 13 febbraio 1925 è nominato vescovo di Crotone.
L'11 febbraio 1927 è nominato arcivescovo di Reggio Calabria, dove muore il 19 agosto 1937. Fece scrivere la preghiera "Pro Italia Nostra" a sostegno della guerra d'Etiopia. È sepolto nella cattedrale della città.

## Opere
- Il pauperismo e i piccoli comuni dell'Italia Meridionale, Milano, Sonzogno. ASIN: B006GE5JVO
- Di uno scisma in Italia, 1899.[15]
- La parola del cuore di Gesù e le promesse dell'anima cristiana, Milano, Santa Lega Eucaristica, 1899.[16]
- Gesù Cristo nella famiglia e il divorzio, Potenza, Garramone e Marchesiello (tip.), 1902.[16]
- M. Aurelio Cassiodoro di Calabria, Roma, Desclée & C., 1909.[16]
- Apostolato di luce: letture per le giovinette cristiane, Milano, Santa Lega Eucaristica, 1912.[16]

## Genealogia episcopale e successione apostolica
La genealogia episcopale è:
- Cardinale Scipione Rebiba
- Cardinale Giulio Antonio Santori
- Cardinale Girolamo Bernerio, O.P.
- Arcivescovo Galeazzo Sanvitale
- Cardinale Ludovico Ludovisi
- Cardinale Luigi Caetani
- Cardinale Ulderico Carpegna

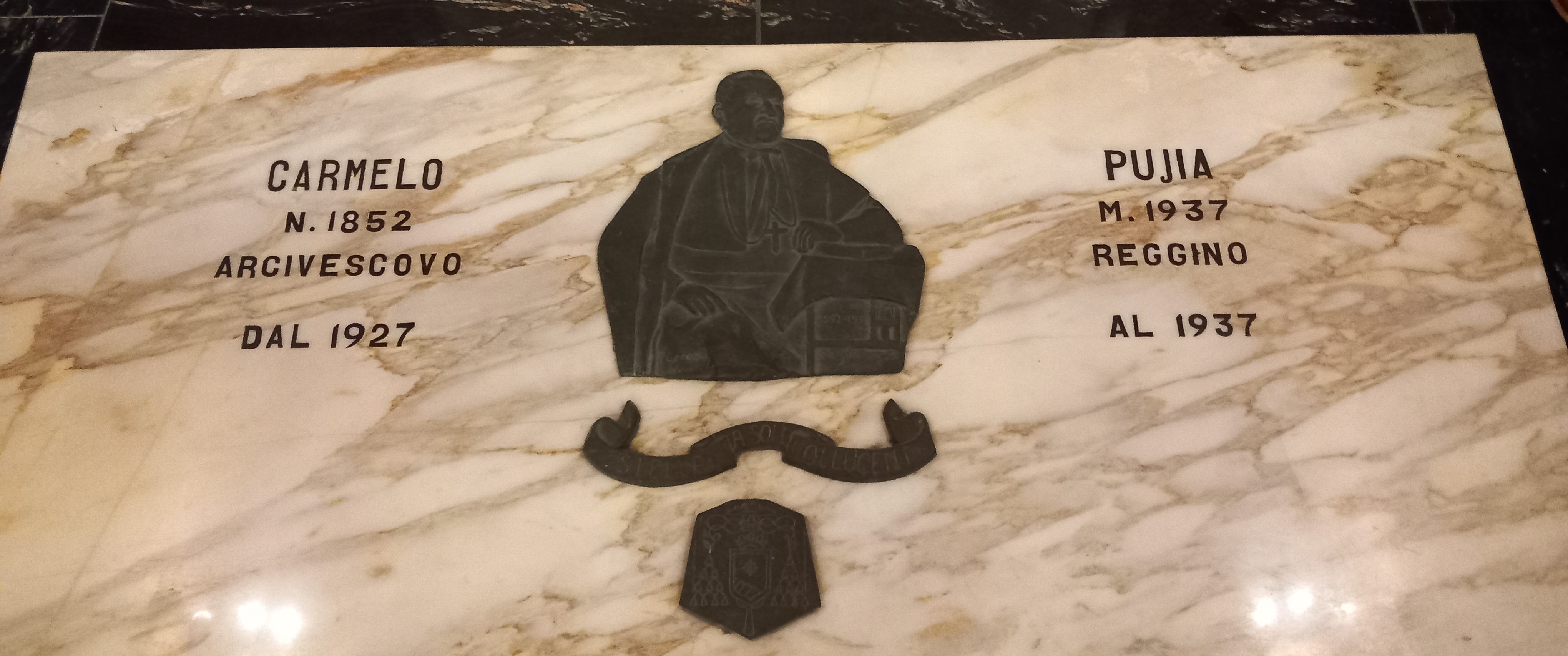
Sepoltura a Reggio Calabria

- Cardinale Paluzzo Paluzzi Altieri degli Albertoni
- Papa Benedetto XIII
- Papa Benedetto XIV
- Cardinale Enrico Enriquez
- Arcivescovo Manuel Quintano Bonifaz
- Cardinale Buenaventura Córdoba Espinosa de la Cerda
- Cardinale Giuseppe Maria Doria Pamphilj
- Papa Pio VIII
- Papa Pio IX
- Cardinale Raffaele Monaco La Valletta
- Cardinale Serafino Cretoni
- Arcivescovo Carmelo Pujia

La successione apostolica è:
- Arcivescovo Demetrio Moscato (1932)